# Vlimmeren
Vlimmeren is een dorp in de Belgische provincie Antwerpen en een deelgemeente van Beerse. Vlimmeren was een zelfstandige gemeente tot aan de gemeentelijke herindeling van 1977.

## Geschiedenis
Oude benamingen van de plaats, zoals Flemere, gaan terug tot de Salische Franken, waarvan het driehoekig dorpsplein (door hun drieslagstelsel) getuigt.
Volgens Godefridus Wendelinus is Vlimmeren een zeer oud dorpje. Deze geleerde kanunnik (geboren te Herk-de-Stad in 1580) schreef in 1649 een boek getiteld Leges Salicae Illustratae en gedrukt bij Plantijn-Moretus in Antwerpen. Wendelinus interpreteert en verklaart hierin de Salische wetten, waarvan de oudste bekende teksten dateren uit de tijd van Clovis (481-511). 
In hoofdstukken 11 en 28 van deze wetteksten komen als lokalisering onder andere de namen Malb. Ismala en Malb. Exmala voor. 
Volgens Wendelinus is 'malb.' de afkorting voor maalberg of de plaats waar men recht sprak en beduidt Ismala-Oostmalle en Exmala-Westmalle.
In het boek bevindt zich ook een kaart van het noordelijke deel van het rijk der Salische Franken en hierop plaatst de auteur Flemere (=Vlimmeren) tussen Turnhout, Herentals, Grobbendonk, Oost- en Westmalle.
Vlimmeren bestond dus reeds ten tijde van de Franken als de interpratie van Wendelinus juist is. 
In de tweede helft van de 14de eeuw werd het samen met Turnhout en de omliggende dorpen als "Land van Turnhout" aan Maria van Brabant gegeven.
Ook later bleef dit meestal Brabants bezit; het gebied behield tot het eind van het ancien régime wel een apart bestuur en financieel beleid.
Bestuurlijk ging Vlimmeren nauw samen met Wechelderzande, tot in 1768 de dorpen administratief werden gescheiden.
De verbindingsweg tussen Vlimmeren en Wechelderzande werd vervolgens volgens de overlevering afgesloten door een draaiboom met grendel. 
Toen deze grendel zoek raakte vond men er niets beters op dan een groot stuk stevige worst te gebruiken om de draaiboom te vergrendelen, tot groot jolijt van de buurgemeenten.
De spotnaam Stad Worst was geboren.
Op kerkelijk vlak hing het gebied af van de Sint-Willibrordusparochie van Rijkevorsel, tot het in 1678 een afzonderlijke parochie werd. 
Aanvankelijk behoorde het gebied tot het bisdom Kamerijk, vanaf 1559 het bisdom Antwerpen, vanaf 1802 het aartsbisdom Mechelen en vanaf 1962 opnieuw dat van Antwerpen.
Vlimmeren was een zelfstandige gemeente tot einde 1976. Op dat moment had Vlimmeren een oppervlakte van 9,43 km² en telde ze 1849 inwoners.

## Bezienswaardigheden
- De Sint-Quirinuskerk.
- Aan de toren bevindt zich sinds 2013 een kunstwerk: de Maan van Vlimmeren genaamd
- De Oude pastorij, neogotisch gebouw van 1906-1908.

## Natuur en landschap
Vlimmeren ligt in de Antwerpse Kempen op een hoogte van 17-28 meter. Natuurgebieden in de omgeving zijn Heihuizen, Visbeekvallei-Kindernouw, Epelaar en Duivelskuil.

## Demografische ontwikkeling
- Bronnen:NIS, Opm:1831 tot en met 1970=volkstellingen; 1976 = inwoneraantal op 31 december

## Politiek

### Geschiedenis

#### Lijst van burgemeesters
| Tijdspanne | Tijdspanne  | Burgemeester                            |
| ---------- | ----------- | --------------------------------------- |
|            | 1800 - 1821 | Joannes Baptista Wouters                |
|            | 1821 - 1830 | Petrus Franciscus Janssens              |
|            | 1830 - 1840 | Petrus Joannes Broeckx                  |
|            | 1840        | Cornelius Wouters (waarnemend)          |
|            | 1840 - 1864 | Joannes Baptista Van Roey               |
|            | 1864 - 1865 | Petrus Franciscus Bervoets (waarnemend) |
|            | 1865 - 1894 | Karel Broeckx                           |
|            | 1894 - 1900 | Karel Driesen                           |
|            | 1900 - 1903 | Frans Fransen                           |
|            | 1903 - 1904 | Louis Broeckx (waarnemend)              |

| Tijdspanne | Tijdspanne  | Burgemeester         |
| ---------- | ----------- | -------------------- |
|            | 1904 - 1921 | Jaak Verheyen        |
|            | 1921 - ?    | Jozef August Wouters |
|            | ...         |                      |
|            | ? - ?       | Henri Van den Bosch  |
|            | ...         |                      |
|            | 1945 - 1953 | L. Van Roey          |
|            | 1953 - 1963 | Leopold Voordeckers  |
|            | 1963 - 1969 | Frans Lodewijk Cox   |
|            | 1970 - ?    | F. L. Peeters        |

## Evenementen
- Worstenfeesten - Jaarlijks evenement dat meestal het voorlaatste weekend van augustus plaatsvindt en genoemd is naar de spotnaam van Vlimmeren.
- KleinVelokesKoers - Race waarbij volwassen mannen en vrouwen het verkleed op een kinderfiets tegen elkaar opnemen.

### 250 jaar Stad-Worst
In het jaar 2018 vierde Vlimmeren zijn 250-jarig bestaan. 
Ter gelegenheid van deze gebeurtenis organiseerde Worstenfeesten VZW op 15 augustus een wereldrecordpoging langst rijdende fietsketting.
Men hoopte om het staande record van 1186 fietsers van miljoenenstad Dhaka (stad) te verbreken.
Deelgemeenten: Beerse · Vlimmeren

Belgische gemeenten · Arrondissement Turnhout · Antwerpen · Vlaanderen